# Roero (Italie)
Pour les articles homonymes, voir Roero.
Le Roero (Roé en piémontais) est une région géographique du Piémont, située au nord-est de la province de Coni. Il tire son nom de la famille du même nom, qui a dominé ce territoire pendant toute la période médiévale. 
L'UNESCO a inscrit le 22 juin 2014 sur la liste du patrimoine mondial une série de territoires viticoles sous l'appellation unique « paysage viticole du Piémont : Langhe-Roero et Monferrato », qui évoque ainsi le Roero sans que ses vignobles ne soient spécifiquement énumérés dans les zones désignées par le Centre du patrimoine mondial.

## Économie
Le Roero est réputé pour la production de vins de haute qualité :
- Roero
- Roero Arneis
- Roero Arneis spumante
- Roero superiore

Comme son voisin, le territoire des Langhe, le Roero est une destination touristique populaire dans le domaine des arts de la table et du vin, ainsi que grâce aux nombreux châteaux et villages anciens qui parsèment son petit territoire.

## Géographie
Le Roero se situe sur la rive gauche du Tanaro. Le territoire des Langhe commence au-delà du cours d'eau, sur la rive droite. Le Tanaro forme donc une frontière entre les Langhe et le Roero. Alors que la plus grande partie du Roero appartient au bassin versant du Tanaro, les eaux de la zone orientée vers la plaine de Carmagnole sont transportés dans le Pô à partir du Meletta et de ses affluents.

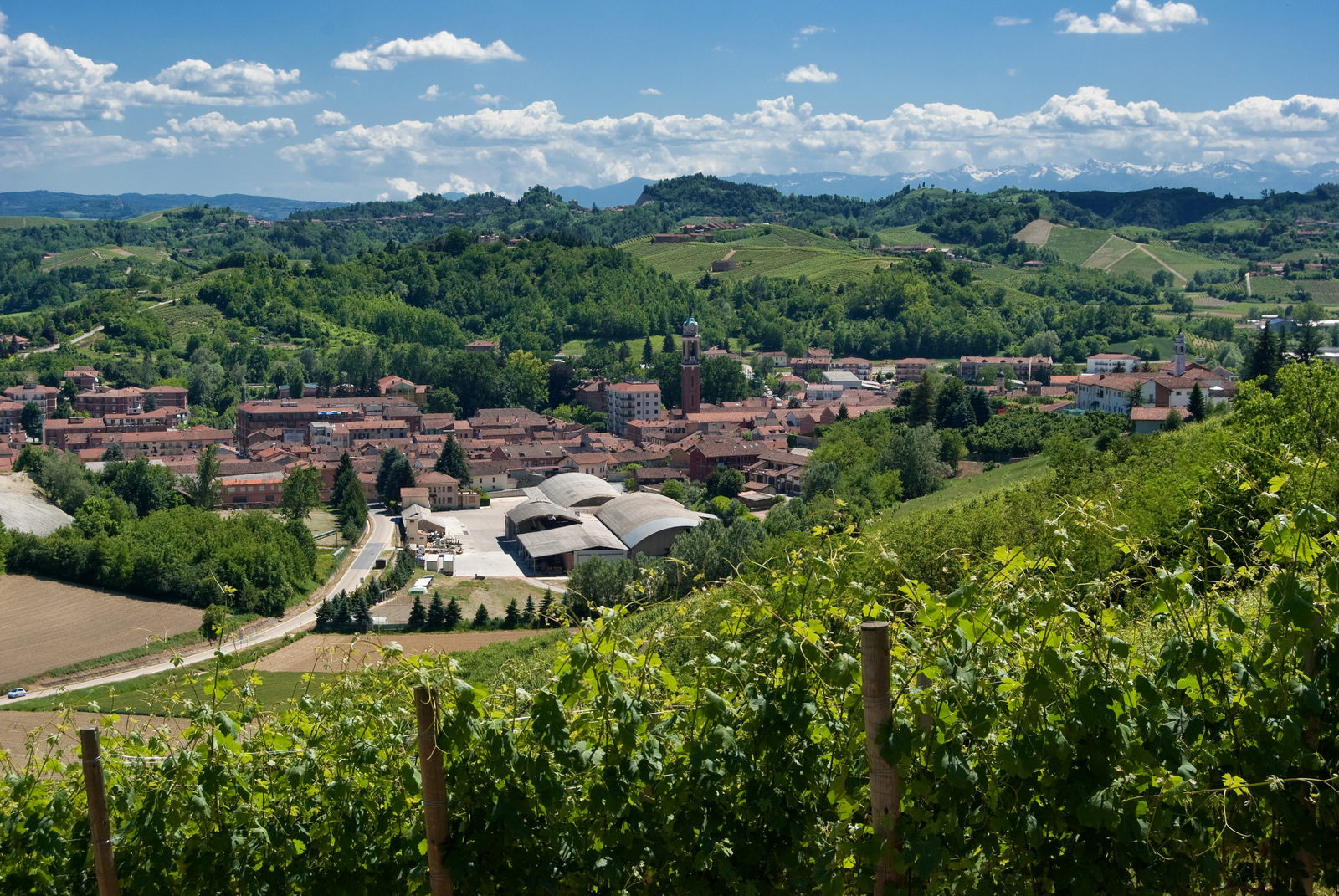
Panorama sur Canale.

Le Roero est vallonné, et cultivé principalement de vergers et de vignobles. Les Roches du Roero (Rocche del Roero), sur lesquelles ont été construits un château et différents petits villages, sont la caractéristique qui définit le paysage.
Les principales communes du Roero sont : Bra (28 000 habitants), considérée comme la capitale historique du Roero, Sommariva del Bosco (6 326 habitants), « la porte du Roero », et Canale (5 619 habitants). Voici la liste des 24 communes qui composent le Roero:

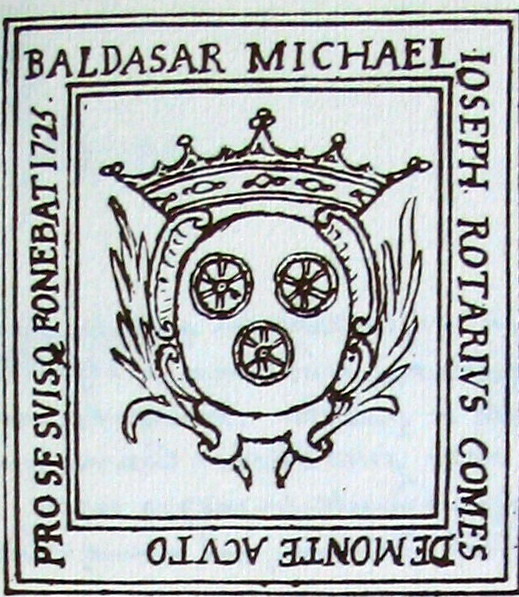
Blason de la famille Roero.

| - Baldissero d'Alba - Bra - Canale - Castagnito - Castellinaldo - Ceresole Alba - Cisterna d'Asti - Corneliano d'Alba - Govone - Guarene - Magliano Alfieri - Montà - Montaldo Roero | - Monteu Roero - Monticello d'Alba - Piobesi d'Alba - Pocapaglia - Priocca - Sanfrè - Santa Vittoria d'Alba - Santo Stefano Roero - Sommariva del Bosco - Sommariva Perno - Vezza d'Alba |

## Histoire
Si le territoire de Roero est habité dès l'époque romaine, avec une viticulture déjà florissante, le Moyen Âge voit différentes familles s'y déchirer. Les Alérame possédaient quelques châteaux disséminés sur les flancs rocheux et se sont affrontés avec des troupes d'Asté et d'Alexandrie. La branche Alérame du marquisat de Saluces avait des avant-postes dans la région. L'histoire du Roero est liée à l'histoire de la maison Astigiane qui a dominé les Rocche del Roero et imposé leur nom à ce territoire. Au sein de cette maison, la famille qui a donné son nom à la région, la famille Roero, avait une influence particulière.

## Autre
- (8075) Roero, astéroïde nommé du nom de la région.

## Source
- (it) Cet article est partiellement ou en totalité issu de l’article de Wikipédia en italien intitulé « Roero (territorio) » (voir la liste des auteurs).